# 岡山県道356号行方勝田線
岡山県道356号行方勝田線（おかやまけんどう356ごう ぎょうほうかつたせん）は、岡山県勝田郡奈義町から美作市に至る一般県道である。

## 概要
勝田郡奈義町行方と美作市余野を結ぶ。

### 路線データ
- 起点：勝田郡奈義町行方（国道53号交点）
- 終点：美作市余野（鳥取県道・岡山県道7号智頭勝田線交点）
- 総延長：5.0 km

## 歴史
- 1960年（昭和35年）3月18日 - 岡山県告示第335号により認定される。
- 1972年（昭和47年） - 岡山県の県道番号再編により現行の路線番号に変更される。
- 2005年（平成17年）3月31日 - 英田郡に属する町村（西粟倉村を除く）と勝田郡勝田町が対等合併して美作市が発足したことに伴い終点の地名表記が変更される（勝田郡勝田町余野→美作市余野）。

## 路線状況
大型車の通行が困難な箇所がある（起点に注意を促す標識あり）。

## 地理

### 通過する自治体
- 岡山県
  - 勝田郡奈義町 - 美作市

### 交差する道路
| 交差する道路                    | 市町村名 | 市町村名 | 交差する場所 | 交差する場所 |
| ------------------------------- | -------- | -------- | ------------ | ------------ |
| 国道53号                        | 勝田郡   | 奈義町   | 行方         | 起点         |
| 鳥取県道・岡山県道7号智頭勝田線 | 美作市   | 美作市   | 余野         | 終点         |

### 沿線
- 西原ダム